# 府南寺 (鈴鹿市)
府南寺（ふなんじ）は、三重県鈴鹿市にある、真言宗御室派の仏教寺院。山号は 泰平山（たいへいざん）。本尊は阿弥陀如来、千手観世音菩薩。

## 歴史
当寺は聖徳太子の創建とされ、その後平安時代初期、真言宗に改宗したと伝えられ、御室派仁和寺の末寺で準別格本山の称を与えられている。
縁起によると、この地には泰平山無量寿寺と補陀落山府南寺とがあったが、天正年間（1573年 - 1592年）の兵火により、国府の南部観音山にあった府南寺が焼失したため、兵火を免れた無量寿寺と合併し、泰平山府南寺としたとあり今日に至っている。両寺共聖徳太子（574年 - 622年）草創に係る古刹と伝えられ、無量寿寺の本尊阿弥陀如来は伊勢皇大神宮の本地仏といわれている。
また府南寺は、聖徳太子が伊勢神宮の天照大神の変現とされる、雨宝童子の神告をうけ、当地を訪れ千手観音像を刻み、七堂伽藍を建立し、国府の南にあることから、府南寺と名づけたと伝わっている。泰平山府南寺の本尊として、阿弥陀如来と千手観世音菩薩が祀られている。

## 文化財

### 重要文化財（国指定）
- 木造金剛力士立像（2躯） 昭和31年（1956年）6月28日指定

仁王門の金剛力士像は檜材、寄木造で総高は呵形203.5cm、吽形204.0cm。奈良東大寺南大門のものとよく似ており、簡素な中に豪快、颯爽の気に充ちている。鎌倉時代より室町時代にかけての制作と思われる。もとは紅殻塗で、欠失も所々にあったが、昭和32年に修理を行っている。寺伝によると、 天正年間の兵火で焼失した後、同寺を無量寿寺に合わせ、泰平山府南寺としたことにより、本像は無量寿寺のものであったと思われる。

### 三重県指定天然記念物
- アイナシ（1株） 昭和47年（1972年）4月1日指定

アイナシはバラ科の落葉高木で、イヌナシと栽培ナシの中間種といわれ、その種子はほとんど発芽せず、植物学上非常に珍しい。根元から5本の幹が出て、主幹は8mほどの高さに達している。果実はマメナシより大きく、葉は両方の中間で卵形をしている。この木は昭和46年（1971年）8月7日に、日本で2番目に発見されたものといわれる。

## 年中行事
- 2月節分の日 星供祭
- 2月20日 大般若会修行
- 3月初旬の日 初午会
- 5月1日 大黒天、福徳祈願
- 土用の丑の日 胡瓜封じ
- 毎月15日 阿弥陀三御縁日
- 毎月18日 観世音菩薩御縁日、大護摩供祈祷
- 毎月21日 弘法大師八十八所霊場供

## 近隣施設
- 鈴鹿サーキット

## アクセス
- 近畿日本鉄道 平田町駅より南西へ約3.6km
- 国道1号川合町交差点より三重県道41号亀山鈴鹿線を東へ約2.5km
- 近鉄平田町駅より三重交通バス国府下車徒歩3分